# Landesamt für Flüchtlingsangelegenheiten
Das Landesamt für Flüchtlingsangelegenheiten (LAF) ist eine obere Landesbehörde des Landes Berlin. Zu den Aufgaben des Landesamtes gehören die Gewährung von Leistungen für Geflüchtete und die Betreuung von deren Unterkünften. Es gliedert sich in ein Ankunfts- und ein Leistungszentrum.

## Geschichte
Das Berliner Landesamt für Flüchtlingsangelegenheiten wurde am 1. August 2016 als Folge der Flüchtlingskrise in Deutschland 2015/2016 gegründet. Das bis dahin zuständige Landesamt für Gesundheit und Soziales (LaGeSo) war in die Kritik geraten, an seiner Teil-Aufgabe zu scheitern.
Gründungspräsidentin des Landesamtes wurde am 1. August 2016 die Juristin Claudia Langeheine, welche zuvor Direktorin des Landesamtes für Bürger- und Ordnungsangelegenheiten war. Im Einvernehmen mit der Senatorin für Integration, Arbeit und Soziales, Elke Breitenbach (Die Linke), übergab sie aufgrund unterschiedlicher Vorstellungen über die Entwicklung der Behörde im Jahr 2018 die Leitung an den ehemaligen Staatssekretär Alexander Straßmeir (CDU). Dieser war bis Ende 2022 Präsident des Landesamtes. Kommissarisch übernahm von November 2022 bis August 2023 die Leiterin der Zentralabteilung, Carina Harms, die Leitung. Danach übernahm Aziz Bozkurt (SPD) kommissarisch das Präsidentenamt, der zugleich Staatssekretär in der Senatsverwaltung für Arbeit, Soziales, Gleichstellung, Integration, Vielfalt und Antidiskriminierung ist. Am 17. Januar 2024 gab Senatorin Cansel Kiziltepe (SPD) die Ernennung von Mark Seibert zum Präsidenten für die Dauer eines Jahres bekannt.

## Aufgaben und Organisation
Das Landesamt für Flüchtlingsangelegenheiten wird durch den Präsidenten nach außen vertreten und geleitet. Es gliedert sich in folgende drei Abteilungen (Stand: 2023):
- Abteilung I – Registrierung und Leistung
- Abteilung II – Unterkünfte
- Abteilung ZS – Zentraler Service

Die Aufsicht übt die Senatsverwaltung für Arbeit, Soziales, Gleichstellung, Integration, Vielfalt und Antidiskriminierung aus.
Seinen Sitz hat die Behörde an der Darwinstraße auf der Insel Kalowswerder im Ortsteil Charlottenburg.

## Kritik, Medienberichte und aktuelle Situation
Die COVID-19-Pandemie in Deutschland stellte Gemeinschaftsunterkünfte vor besondere Herausforderungen. Das LAF konnte zahlreiche Maßnahmen zum Schutz der Untergebrachten schon umsetzen, bevor das Robert Koch-Institut (RKI) entsprechende Empfehlungen veröffentlichte. Besondere Aufmerksamkeit erhielt die Kooperation mit dem Amtsarzt von Reinickendorf, Informationen zu Infektionsschutz, Hygiene und Impfung in 15 Sprachen als Video veröffentlichen.
Nach der Gründung unter Sozialsenator Mario Czaja wurde wiederholt öffentlich Kritik an den Arbeitsbedingungen, besonders der Arbeitsüberlastung geäußert. Die Senatorin Elke Breitenbach wechselte die Behördenleitung und unterstützte einen massiven Personalaufbau.